# Pedro Blanco
Pedro Manuel Blanco Vides (El Banco, 28 giugno 1958) è un ex calciatore colombiano, di ruolo difensore.

## Carriera
Ha esordito con la Nazionale cubana nel 1983.